# One in a Million (singel Bossona)
One in a Million – singel szwedzkiego piosenkarza Bossona, wydany w lipcu 2000. Piosenka została umieszczona na ścieżce dźwiękowej do filmu Miss Agent.
Teledysk był nakręcony w kwietniu 2000.

## Lista utworów
- 2000[1]

1. „One in a Million” (Acoustic Version) – 3:08
2. „One in a Million” (Karaoke Version) – 3:08

- CD maxi-singel (26 marca 2001)[2]

1. „One in a Million” – 3:34
2. „One in a Million” (Remix) – 3:29
3. „We Will Meet Again” – 4:35

## Pozycje na listach i certyfikaty
| Państwo          | Lista (2000-2002)   | Najwyższa pozycja |
| ---------------- | ------------------- | ----------------- |
| Norwegia         | Top 20 Singles      | 2                 |
| Austria          | Singles Top 75      | 5                 |
| Szwecja          | Top 60 Singles      | 7                 |
| Szwajcaria       | Top 100 Singles     | 8                 |
| Niemcy           | Top 100 Singles     | 12                |
| Dania            | Single Top 20       | 16                |
| Belgia (Walonia) | Ultratop 40 Singles | 37                |

| Państwo | Certyfikat |
| ------- | ---------- |
| Szwecja | Złoto      |